# Regula Engel-Egli
Pour les articles homonymes, voir Engel et Egli (homonymie).
Regula Engel-Egli, née le 5 mars 1761 à Fluntern (de) (Zurich) et morte le 25 juin 1853 à Zurich, est une autrice et voyageuse suisse. 

## Biographie

### Famille et enfance
Regula Egli naît le 5 mars 1761 à Fluntern (de) (qui fait aujourd'hui partie de Zurich). Ses parents sont Heinrich Egli, un ancien officier prussien, adjudant à Zurich, et Katharina, née Egli. Elle apprend à se défendre dès son plus jeune âge. Après la séparation de ses parents en 1764, sa mère retourne vivre dans sa région natale des Grisons et Regula reste avec son père, un mercenaire, qui la place dans un orphelinat durant six ans. Il se remarie, et comme Regula ne s'entend pas avec sa belle-mère, elle s'enfuit pour rejoindre sa mère dans les Grisons. 
Elle se marie à 17 ans en 1778 avec Florian Engel, officier mercenaire pour l'armée française,.

### Campagnes napoléoniennes
Elle vit toutes les épopées napoléoniennes aux côtés de son mari, soldat dans un régiment suisse de l’armée française pendant 37 ans. Elle enfile elle-même l'uniforme et prend part à de nombreuses batailles. 
Elle accouche en tout de 21 enfants, dont cinq seulement survivent, mais meurent sur les champs de bataille en combattant pour les Français. Le dernier naît en 1811. En 1789, elle a déjà sept enfants quand son mari se fait emprisonner à Paris au moment de la Révolution française. Elle plaide sa cause auprès de Robespierre qui, impressionné, libère son mari. Elle part alors pour la Hollande, donnant naissance à un autre enfant entre deux canons sur le champ de bataille. 
En 1798, Florian Engel et elle participent aux expéditions napoléoniennes en Égypte, et Napoléon Bonaparte baptise les deux jumeaux qui naissent pendant la campagne, devenant leur parrain. Après l'Égypte, elle suit les armées à Gaza, Jaffa et en Syrie. Elle prend la relève de la garde des soldats quand ils sont fatigués, endossant l'habit militaire. 
En 1815, elle perd son mari et deux de ses fils lors des combats à Waterloo, et blessée, se retrouve à l'hôpital à Bruxelles. L'État français ne lui verse pas sa solde. Une fois rétablie, elle part à la recherche de ses enfants, jusqu'aux États-Unis, où elle arrive trois jours avant que l'un d'eux ne décède de la fièvre jaune. Elle ne retrouve pas la trace de ses autres enfants. 
De retour à Zurich à l'âge de 62 ans, elle dépend de ses relations et de sa famille pour vivre et elle écrit ses mémoires en 1821 pour gagner de l'argent. Le livre est intitulé Madame la Colonel Engel. Du Caire à New york, de l’Elbe à Waterloo. Mémoires d’une Amazone du temps de Napoléon. Elle écrit une suite en 1828. Les livres sont populaires et elle devient une célébrité locale. 

### Fin de vie et mort
À 83 ans, la ville de Zurich lui octroie une place dans un hospice au Predigerkloster Zürich (de). Elle meurt pauvre et oubliée à l'âge de 92 ans le 25 juin 1853 à Zurich,. Ses mémoires sont maintes fois republiées et traduites dans les années 2000.

## Œuvre
Dans ses mémoires, elle raconte les campagnes militaires auxquelles elle a participé, en Égypte, lors de la bataille d’Austerlitz, contre Naples, la Prusse, l’Espagne et le Portugal, ainsi qu'une partie de l'exil sur l’île d’Elbe avec Napoléon Bonaparte,. 

## Hommage et postérité
Dans le district 4 de la ville de Zurich, depuis 1893, la Engelstrasse porte le nom de Regula Engel-Egli. 

## Publications
- (de) Regula Engel-Egli, Lebensbeschreibung der Wittwe des Obrist Florian Engel von Langwies, in Bündten, geborener Egli von Fluntern, bey Zürich, Zurich, Rascher & Co., 1914 (OCLC 9780920, DNB 579735311).
- Jean-Jacques, ... Fiechter, L'Amazone de Napoléon : mémoires, O. Orban, 1985 (ISBN 2-85565-262-6 et 978-2-85565-262-7, OCLC 417323050, lire en ligne).